# Leptobrachiinae
Leptobrachiinae is een onderfamilie van kikkers uit de familie Megophryidae. De groep werd voor het eerst beschreven door Dubois in 1980.
Er zijn 165 verschillende soorten in vier geslachten. De soorten komen voor in delen van  India, Nepal, Bhutan, Bangladesh, Myanmar, zuid-China, de Filipijnen en in het geografisch gebied Indochina wat bestaat uit Vietnam, Laos en Cambodja.

## Taxonomie
Onderfamilie Leptobrachiinae
- Geslacht Leptobrachella
- Geslacht Leptobrachium
- Geslacht Oreolalax
- Geslacht Scutiger

Onderfamilies

Leptobrachiinae ·
Megophryinae ·